# Старокурмашево
Старокурмашево (баш. Иҫке Ҡормаш) — село в Кушнаренковском районе Республики Башкортостан Российской Федерации. Административный центр Старокурмашевского сельсовета.

## География

### Географическое положение
Расстояние до:
- районного центра (Кушнаренково): 7 км,
- ближайшей ж/д станции (Уфа): 65 км.

## Население
| 2002 | 2009 | 2010 |
| ---- | ---- | ---- |
| 692  | ↗736 | ↘646 |

Национальный состав
Согласно переписи 2002 года, преобладающие национальности —  башкиры (54 %), татары (44 %).

## Религия
В селе есть мечеть.